# 아라비안 걸프컵
걸프컵(영어: Arabian Gulf Cup, 아랍어: كأس الخليج)은 아랍 세계와 중동 국가들이 참가하는 축구 대회이다. 아랍 축구 연맹(UAFA)이 대회를 주관하며 보통 2년마다 열린다.

## 역대 대회 결과
| 연도      | 개최국         | 우승           | 준우승         |
| --------- | -------------- | -------------- | -------------- |
| 1970년    | 바레인         | 쿠웨이트       | 바레인         |
| 1972년    | 사우디아라비아 | 쿠웨이트       | 사우디아라비아 |
| 1974년    | 쿠웨이트       | 쿠웨이트       | 사우디아라비아 |
| 1976년    | 카타르         | 쿠웨이트       | 이라크         |
| 1979년    | 이라크         | 이라크         | 쿠웨이트       |
| 1982년    | 아랍에미리트   | 쿠웨이트       | 바레인         |
| 1984년    | 오만           | 이라크         | 카타르         |
| 1986년    | 바레인         | 쿠웨이트       | 아랍에미리트   |
| 1988년    | 사우디아라비아 | 이라크         | 아랍에미리트   |
| 1990년    | 쿠웨이트       | 쿠웨이트       | 카타르         |
| 1992년    | 카타르         | 카타르         | 바레인         |
| 1994년    | 아랍에미리트   | 사우디아라비아 | 아랍에미리트   |
| 1996년    | 오만           | 쿠웨이트       | 카타르         |
| 1998년    | 바레인         | 쿠웨이트       | 사우디아라비아 |
| 2002년    | 사우디아라비아 | 사우디아라비아 | 카타르         |
| 2003-04년 | 쿠웨이트       | 사우디아라비아 | 바레인         |
| 2004년    | 카타르         | 카타르         | 오만           |
| 2007년    | 아랍에미리트   | 아랍에미리트   | 오만           |
| 2009년    | 오만           | 오만           | 사우디아라비아 |
| 2010년    | 예멘           | 쿠웨이트       | 사우디아라비아 |
| 2013년    | 바레인         | 아랍에미리트   | 이라크         |
| 2014년    | 사우디아라비아 | 카타르         | 사우디아라비아 |
| 2017-18년 | 쿠웨이트       | 오만           | 아랍에미리트   |
| 2019년    | 카타르         | 바레인         | 사우디아라비아 |
| 2023년    | 이라크         |                |                |

## 통산 성적
순위를 결정하는 기준은 다음과 같다.(2019년 기준)
- 승점이 많을수록 상위권에 랭크
- 승점이 같으면 진출횟수 > 최고성적 > 골득실 > 다득점 > 승자승 순으로 랭크
- 아직 열리지 않은 대회는 순위에서 제외

| 순위 | 국가           | 진출횟수 | 경기횟수 | 승 | 무 | 패 | 득점 | 실점 | 득실차 | 승점 | 최고성적      |
| ---- | -------------- | -------- | -------- | -- | -- | -- | ---- | ---- | ------ | ---- | ------------- |
| 1    | 사우디아라비아 | 23       | 109      | 56 | 25 | 28 | 163  | 102  | +61    | 193  | 우승(3회)     |
| 2    | 쿠웨이트       | 24       | 113      | 56 | 23 | 33 | 194  | 112  | +82    | 191  | 우승(10회)    |
| 3    | 아랍에미리트   | 23       | 111      | 41 | 28 | 39 | 117  | 135  | -18    | 151  | 우승(2회)     |
| 4    | 카타르         | 24       | 112      | 41 | 25 | 41 | 130  | 129  | +1     | 148  | 우승(3회)     |
| 5    | 바레인         | 23       | 107      | 32 | 34 | 41 | 113  | 135  | -22    | 130  | 우승(1회)     |
| 6    | 이라크         | 15       | 58       | 26 | 21 | 11 | 104  | 56   | +48    | 99   | 우승(3회)     |
| 7    | 오만           | 22       | 104      | 19 | 27 | 58 | 81   | 176  | -95    | 84   | 우승(1회)     |
| 8    | 예멘           | 9        | 30       | 0  | 6  | 24 | 9    | 77   | -68    | 6    | 예선탈락(9회) |

## 국가별 우승 횟수
| 우승 횟수 | 국가           | 연도                                                       |
| --------- | -------------- | ---------------------------------------------------------- |
| 10회      | 쿠웨이트       | 1970, 1972, 1974, 1976, 1982, 1986, 1990, 1996, 1998, 2010 |
| 3회       | 이라크         | 1979, 1984, 1988                                           |
| 3회       | 카타르         | 1992, 2004, 2014                                           |
| 3회       | 사우디아라비아 | 1994, 2002, 2003                                           |
| 2회       | 아랍에미리트   | 2007, 2013                                                 |
| 2회       | 오만           | 2009, 2017                                                 |
| 1회       | 바레인         | 2019                                                       |

## 같이 보기
- 동아시아컵
- 동남아시아 축구 선수권 대회
- 남아시아 축구 선수권 대회
- 서아시아 축구 선수권 대회